# Cederna (casa editrice)
La casa editrice Cederna nacque a Milano nel 1946 su iniziativa di Enrico Cederna e Gianni Antonini, con l'obiettivo di pubblicare alcuni importanti autori stranieri attraverso la curatela e la traduzione di letterati italiani. 
Pubblicò X volumi dal 1946 al 1950, sia di poesia che di prosa: prevalentemente letteratura tedesca (con autori come Rainer Maria Rilke, Hugo von Hoffmansthal, Georg Trakl) e inglese (William Shakespeare, James Joyce, Samuel Coleridge, William Butler Yeats). Dopo il 1950, proseguì nella “Collana Cederna” dell’editore Vallecchi di Firenze.
La Cederna rilevò alcune opere di letteratura dal catalogo delle Nuove Edizioni Ivrea di Adriano Olivetti, curata da Bobi Bazlen. 
Fra i curatori, contò autori del calibro di Tommaso Landolfi, Giorgio Zampa, Piero Bigongiari, Eugenio Montale, Mario Luzi, Cristina Campo, Gabriella Bemporad, Mirto Doriguzzi, Ervino Pocar.

## Catalogo
1. Stefan George, Poesie, a cura di Leone Traverso.
2. Giacomo Leopardi, Canti
3. Rainer Maria Rilke, Lettere da Muzot, a cura di Leone Traverso.
4. Rainer Maria Rilke, Elegie duinesi, a cura di Leone Traverso.
5. Rainer Maria Rilke, Requiem, a cura di Giorgio Zampa.
6. Henry James, La Tigre nella Jungla, a cura di Giansiro Ferrata.
7. Hugo von Hofmannsthal, Andrea o i Ricongiunti, a cura di Leone Traverso.
8. Rainer Maria Rilke, Sonetti a Orfeo, a cura di Raffaello Prati.
9. Rainer Maria Rilke, Verzieri Quartine Vallesane, a cura di Giorgio Zampa e Piero Bigongiari.
10. Luis de Góngora, Sonetti, a cura di Leone Traverso.
11. Jacob Burckhardt, Ricordi di Hofmannsthal, traduzione di Ervino Pocar.
12. Rainer Maria Rilke, Del paesaggio e altri scritti, a cura di Giorgio Zampa.
13. Eduard Mörike, Poesie, traduzione di Vittoria Guerrini.
14. Georg Trakl, Poesie, a cura di Leone Traverso.
15. William Butler Yeats, Poesie, a cura di Leone Traverso.
16. James Joyce, Poesie da un soldo, a cura di Alberto Rossi.
17. Rainer Maria Rilke, Diario fiorentino, a cura di Giorgio Zampa.
18. Rainer Maria Rilke, Storie del buon Dio, a cura di Giorgio Zampa.
19. Samuel Coleridge, Poesie e prose, a cura di Mario Luzi.
20. William Shakespeare, Amleto, tradotto da Eugenio Montale.